# Cerophysa darjeelingensis
Cerophysa darjeelingensis es un coleóptero de la familia Chrysomelidae.
Fue descrita científicamente en 1987 por Takizawa & Basu.